# Rodrigo de Aguirre
Rodrigo de Aguirre fue un militar y conquistador español del siglo XVI, teniente de gobernador general de Santiago del Estero entre 1556 y 1557.

## Datos biográficos
Rodrigo de Aguirre nació en España y fue sobrino del conquistador Francisco de Aguirre. Llegó al Perú acompañando a su tío y junto a Pedro de Valdivia conquistaron Chile. También cruzó con su tío las Sierras Nevadas y capturaron a Juan Núñez de Prado, quien se desempeñaba como capitán general de la provincia del Tucumán, Juríes y Diaguitas. También combatió contra los calchaquíes entre 1552 y 1553.
En 1553 fue designado justicia mayor del Cabildo de Santiago del Estero. Al fallecer Valdivia, fue con su tío a Chile en 1554. Desde allí regresó en 1556, trayendo a un fraile franciscano, armas y bastimentos para Santiago del Estero, cuyos habitantes pasaban en esos momentos serias penurias y estuvieron a punto de abandonar la ciudad por ese motivo y por los ataques de los aborígenes. Al asumir Juan Gregorio Bazán como teniente de gobernador general, lo designó su lugarteniente.
Estando en su casa de La Serena, Francisco de Aguirre advirtió que la situación del capitán Juan Gregorio Bazán al frente de la ciudad era insostenible por la pobreza y miseria imperante, el malestar de la población que quería retornar al Perú, y el alzamiento de los indígenas que los obligaba a portar las armas día y noche.
No obstante los problemas de Chile, Francisco de Aguirre seguía controlando la situación del Tucumán. Para quitarle presión a Bazán, comisionó a su sobrino Rodrigo de Aguirre para que fuera con un grupo de soldados y lo reemplazara en la función.

## Teniente de gobernador general de Santiago del Estero (1556-1557)
Al arribar Rodrigo de Aguirre a Santiago del Estero, Juan Gregorio Bazán cumplió con la disposición de su jefe y le entregó el mando. El joven Aguirre se vio envuelto en algunas dificultades, ya que el 13 de febrero de 1555 la Real Audiencia de Lima reconoció los justos títulos y derechos de Juan Núñez de Prado y lo restituyó en el cargo para que de esa manera reasumiera la gobernación que Francisco de Aguirre injustamente lo había despojado.
Cuando llegó la noticia a la ciudad de Santiago del Estero, el Cabildo dispuso levantar una probanza al objeto de justificar lo actuado y pedir que Núñez no reasumiera la gobernación.
El 25 de septiembre de 1557, un grupo de simpatizantes de Núñez de Prado dio un golpe, encabezado por Luis Gómez y Salazar, apresaron a Rodrigo de Aguirre y proclamaron a su cabecilla como gobernador. Todo con el objeto de que ejerciera el poder hasta la llegada del restituido Núñez de Prado.
El Cabildo de Santiago del Estero, siguiendo la independencia que caracterizaba a los cabildos españoles, se negó a reconocer al gobernador  revolucionario Luis Gómez y Salazar, ya que no podía exhibir título alguno expedido por Núñez de Prado para que lo representara. El motín no tuvo el éxito que sus organizadores buscaban.
Finalmente, Rodrigo de Aguirre con su gente derrotó a los sediciosos, mandó matar a Gómez y Salazar y al resto los envió como prisioneros a Chile, con una partida comandada por Hernán Mejía de Mirabal.
Durante su gobierno, Rodrigo de Aguirre también debió sofocar un levantamiento de los calchaquíes y fue en esa sublevación que Julián Sedeño y Hernán Mejía de Mirabal, con un grupo de soldados bajo su mando, tomaron prisionero a Chumbicha, el hermano del cacique Juan Calchaquí.
En 1556, lo acompañaron en el gobierno Martín de Rentería como alcalde ordinario, Alonso de Orduña como alguacil mayor y regidor, Diego López ejercía como escribano del Cabildo y Lorenzo Maldonado como procurador de la ciudad. Durante este gobierno, se abrió una importante vía comercial con el Alto Perú y se fomentó la producción agrícola.
En octubre de 1557, Rodrigo de Aguirre debió entregar el mando al capitán Miguel de Ardiles, quien había llegado con su designación por parte del gobernador de Chile, Francisco de Villagra.